# ジュリー・ハガティ
ジュリー・ハガティ（Julie Hagerty,  1955年6月15日 - ）は、アメリカ合衆国の女優である。

## 来歴
1955年、オハイオ州シンシナティ生まれ。母親はモデル兼歌手で、父親はミュージシャンだった。両親はその後、離婚している。15歳の頃からモデルとしてフォード・モデル（モデル・エージェンシー）へ所属し、夏休みをニューヨークへ行ってモデル活動などを行った。その後本格的にニューヨークへ渡って、兄のマイケル・ハガティも俳優だったこともあり、兄の所属していた演劇グループ『The Production Company』などの舞台に参加して経験を積んだ。1979年にオフ・ブロードウェイデビュー。1980年にはロバート・ヘイズ、レスリー・ニールセン、ロイド・ブリッジスなどと共演したパロディ映画『フライングハイ』で映画デビューを果たす。同作品は、コメディ映画として米国内で大ヒットを記録し、続編も製作された。それ以降、様々なテレビや映画作品へ出演して、キャリアを重ねて女優としての地位を確立した。

### 私生活
1986年にPeter Burkiと結婚するが、1991年に離婚。その後1999年にRichard Kaganと再婚し、現在に至る。

## 出演作品

### 映画
- フライングハイ Airplane! (1980)
- he Day the Women Got Even (1980) ※テレビ映画
- サマー・ナイト A Midsummer Night's Sex Comedy (1982)
- フライングハイ2/危険がいっぱい月への旅 Airplane II: The Sequel (1982)
- ゴー!ゴー! アメリカ/我ら放浪族 Lost in America (1985)
- ウーマン・イン・ニューヨーク Goodbye, New York (1985)
- ドクターストップ/全員感染 Bad Medicine (1985)
- ニューヨーカーの青い鳥 Beyond Therapy (1987)
- アリア Aria (1987) ※ノークレジット
- Necessary Parties (1988)
- ワンナイト・オブ・ブロードウェイ Bloodhounds of Broadway (1989)
- Rude Awakening (1989)
- 運命の逆転 Reversal of Fortune (1990)
- おつむて・ん・て・ん・クリニック What About Bob? (1991)
- カーテンコール/ ただいま舞台は戦闘状態 Noises Off... (1992)
- Eligible Dentist (1993) ※テレビ映画
- ザ・ワイフ The Wife (1995)
- London Suite (1996)
- Heaven Will Wait (1997) ※テレビ映画
- Uターン U Turn (1997)
- Tourist Trap (1998) ※テレビ映画
- メル Mel (1998)
- Boys Will Be Boys (1999) ※テレビ映画
- Jackie's Back! (1999)
- 砂漠でホールド・アップ! Held Up (1999)
- ストーリー・オブ・ラブ The Story of Love (1999)
- Gut Feeling (1999)
- Baby Bedlam (2000)
- フレディのワイセツな関係 Freddy Got Fingered (2001)
- ストーリーテリング Storytelling (2001)
- ブリジット Bridget (2001)
- ジャスティス The Badge (2002)
- オトコのキモチ A Guy Thing (2003)
- Marie and Bruce (2004)
- Adam & Steve (2005)
- ピザ Pizza (2005)
- Just Friends (2005)
- アメリカン・ピーチパイ American Peach Pie (2006)
- Pope Dreams (2006)
- If I Had Known I Was a Genius '(2007)
- お買いもの中毒な私! Confessions of a Shopaholic (2009)
- A Master Builder (2014)

### テレビドラマ
- アメリカン・プレイハウス American Playhouse (1987)
- Trying Times (1987)
- Princesses (1991)
- Lucky Luke (1992)
- Women of the House (1995)
- TVキャスター マーフィー・ブラウン Murphy Brown (1996)
- Remember WENN (1997)
- Love Boat: The Next Wave (1998)
- Reunited (1998)
- HEY!レイモンド Everybody Loves Raymond (1999)
- Chicken Soup for the Soul (1999)
- Greg the Bunny (2002)
- 堕ちた弁護士 -ニック・フォーリン- The Guardian (2003)
- マルコム in the Middle Malcolm in the Middle (2003, 2004)
- LAW & ORDER:性犯罪特捜班 Law & Order: Special Victims Unit (2004)
- Girlfriends (2004)
- The Winner (2007)
- CSI:科学捜査班 CSI: Crime Scene Investigation (2007)
- Happy Endings (2012, 2013)
- Wilfred (2014)

### テレビアニメ
- キング・オブ・ザ・ヒル King of the Hill (1999)
- ファミリー・ガイ Family Guy (2011, 2013)

### テレビ番組
- サタデー・ナイト・ライブ Saturday Night Live (1987)

## 参照
1. ↑  http://www.filmreference.com/film/0/Julie-Hagerty.html
2. 1 2  “Julie Hagerty Biography”. 2014年7月16日閲覧。